# خنثی‌سازی بمب

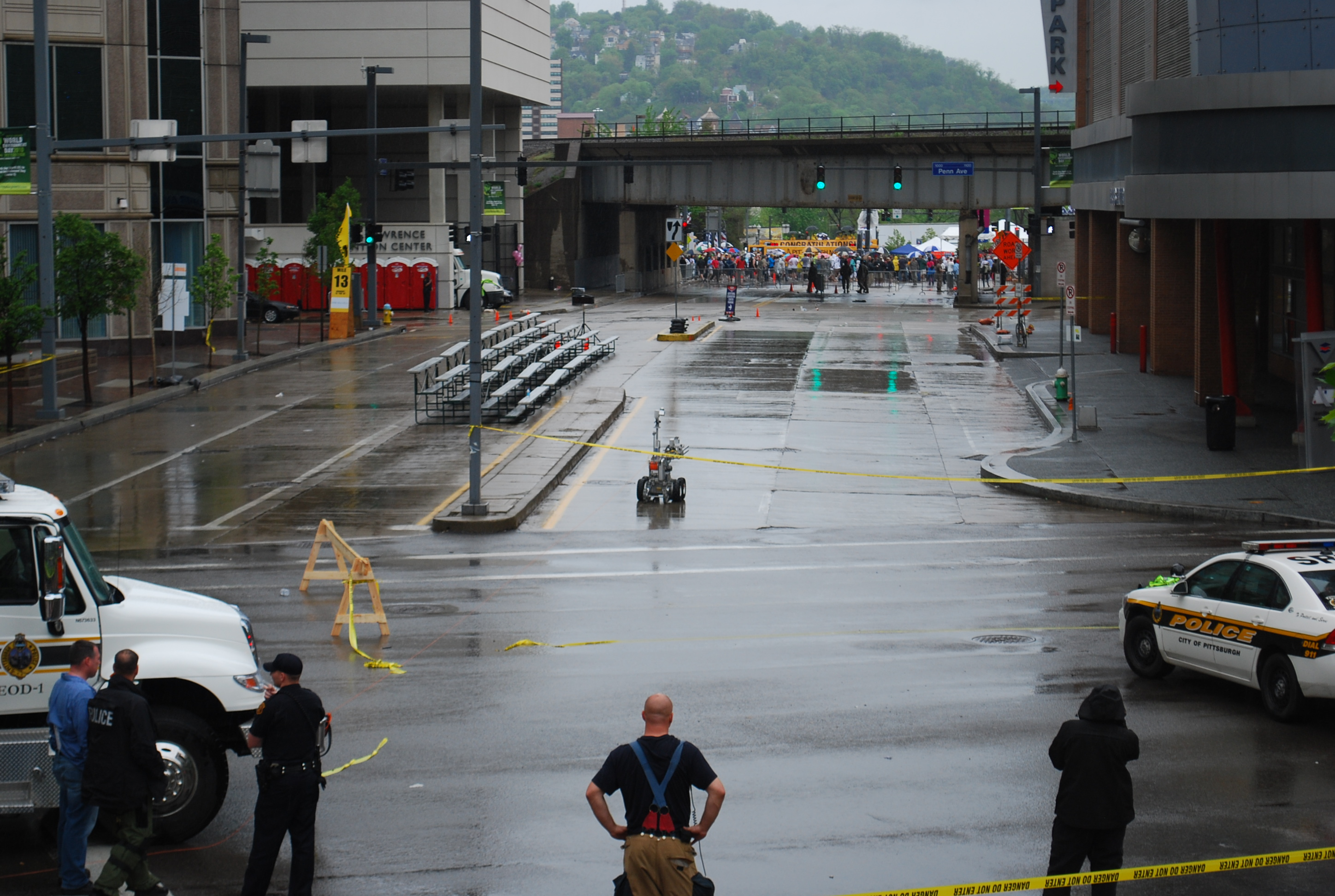
پلیس پیتسبرگ از یک ربات خنثی کننده بمب برای بررسی یک بمب احتمالی در طول ماراتن پیتسبرگ ۲۰۱۰ استفاده می‌کند.

خنثی‌سازی بمب (به انگلیسی: Bomb disposal) یک حرفه مهندسی مواد منفجره است که از فرایند ایمن‌سازی وسایل انفجاری خطرناک استفاده می‌کند. خنثی سازی بمب، یک اصطلاح فراگیر برای توصیف عملکردهای جداگانه اما مرتبط با هم در زمینه‌های نظامی خنثی‌سازی مهمات انفجاری (به انگلیسی: explosive ordnance disposal) (به اختصار EOD) و خنثی‌سازی وسایل انفجاری دست‌ساز (به انگلیسی: improvised explosive device disposal) (به اختصار IEDD) و نقش‌های ایمنی عمومی خنثی‌سازی بمب (به انگلیسی: public safety bomb disposal) (به اختصار PSBD) و جوخهٔ بمب (به انگلیسی: bomb squad) می‌باشد.

## در ایران
در واحدهای نظامی ایران از این واحد‌ها با نام «چک و خنثی سازی بمب» یاد می‌شود که این واحدها و فرآیند اجرای کارشان در بین نیروهای نظامی-امنیتی، اختصارا «چک و خنثی» اطلاق می‌گردد و خودروهای آن عموما با عبارت EOD بر روی بدنه قابل تشخیص می باشد.
فرماندهی حفاظت سپاه پاسداران انقلاب اسلامی و فرماندهی حفاظت از شخصیت‌ها و دژبان فراجا از جمله‌ی نیروهایی هستند که دارای یگان‌های چک و خنثی سازی هستند که وظیفه‌ی شناسایی و چک کردن اماکن حساس، به ویژه مکان‌هایی که شخصیت‌های تحت حفاظت آن‌ها، قصد سفر یا سخنرانی در آنجا را دارند و خنثی‌سازی خطرات احتمالی را برعهده دارند.